# Dom na łodzi
Dom na łodzi (ang. Houseboat) – amerykański film z 1958 w reżyserii Melville’a Shavelsona.

## Obsada
- Cary Grant jako Tom Winters
- Sophia Loren jako Cinzia Zaccardi
- Eduardo Ciannelli jako Arturo Zaccardi
- Martha Hyer jako Carolyn Gibson
- Harry Guardino jako Angelo Donatello
- Mimi Gibson jako Elizabeth Winters
- Paul Petersen jako David Winters
- Charles Herbert jako Robert Winters

## Nagrody i nominacje
| Nazwa nagrody | Wygrane            | Nominacje |
| Oscar         | 1959 bez rezultatu | 1959 Najlepsza piosenka „Almost in Your Arms (Love Song from Houseboat)”, wyk. Sam Cooke, muzyka i tekst Jay Livingston i Ray Evans Najlepsze oryginalne materiały do scenariusza i scenariusz Jack Rose, Melville Shavelson |
| Złoty Glob    | 1959 bez rezultatu | 1959 Najlepszy aktor drugoplanowy Harry Guardino |
| WGA           | 1959 bez rezultatu | 1959 Najlepszy scenariusz komedii Jack Rose, Melville Shavelson |